# Markus Raetz

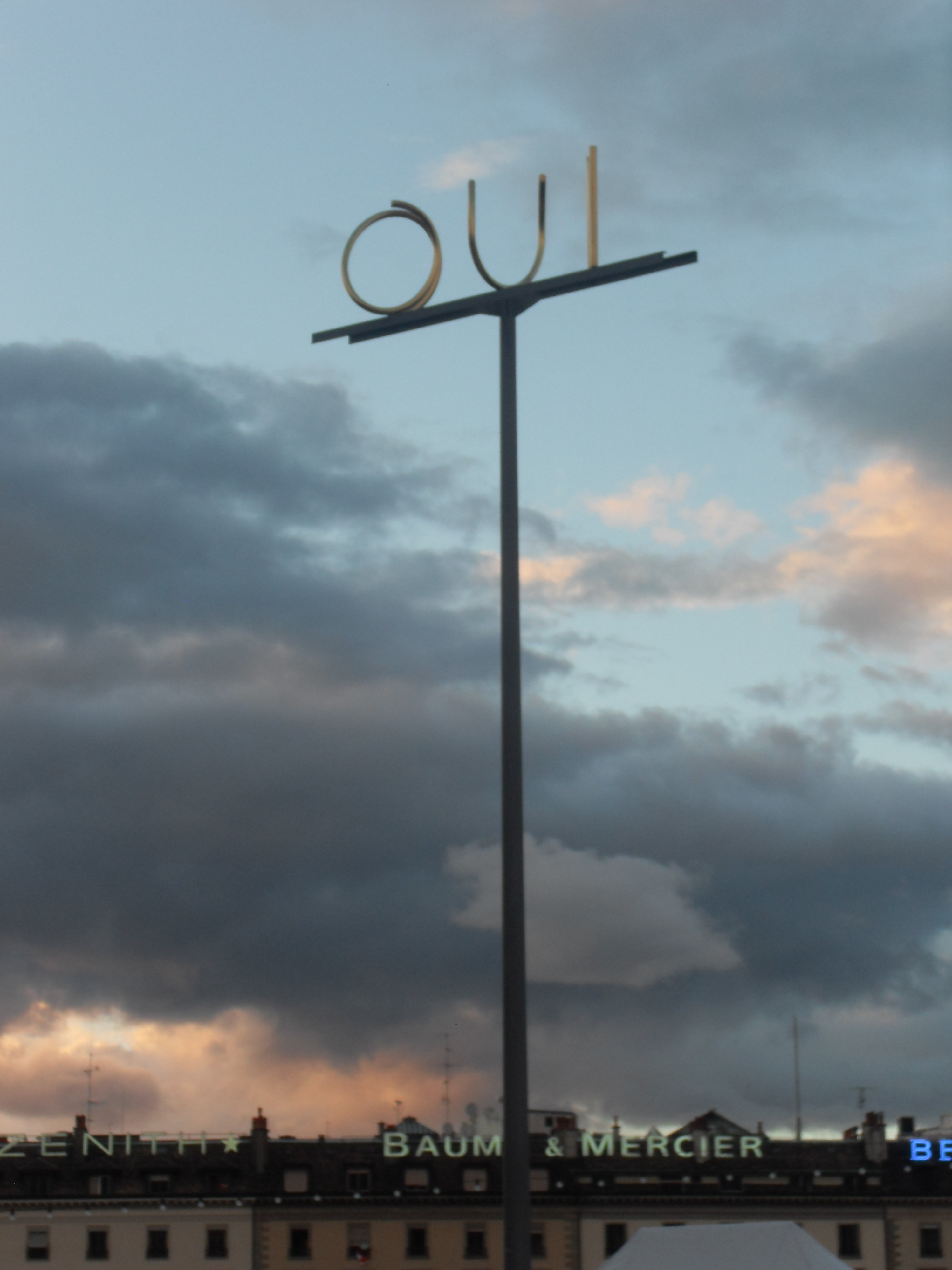

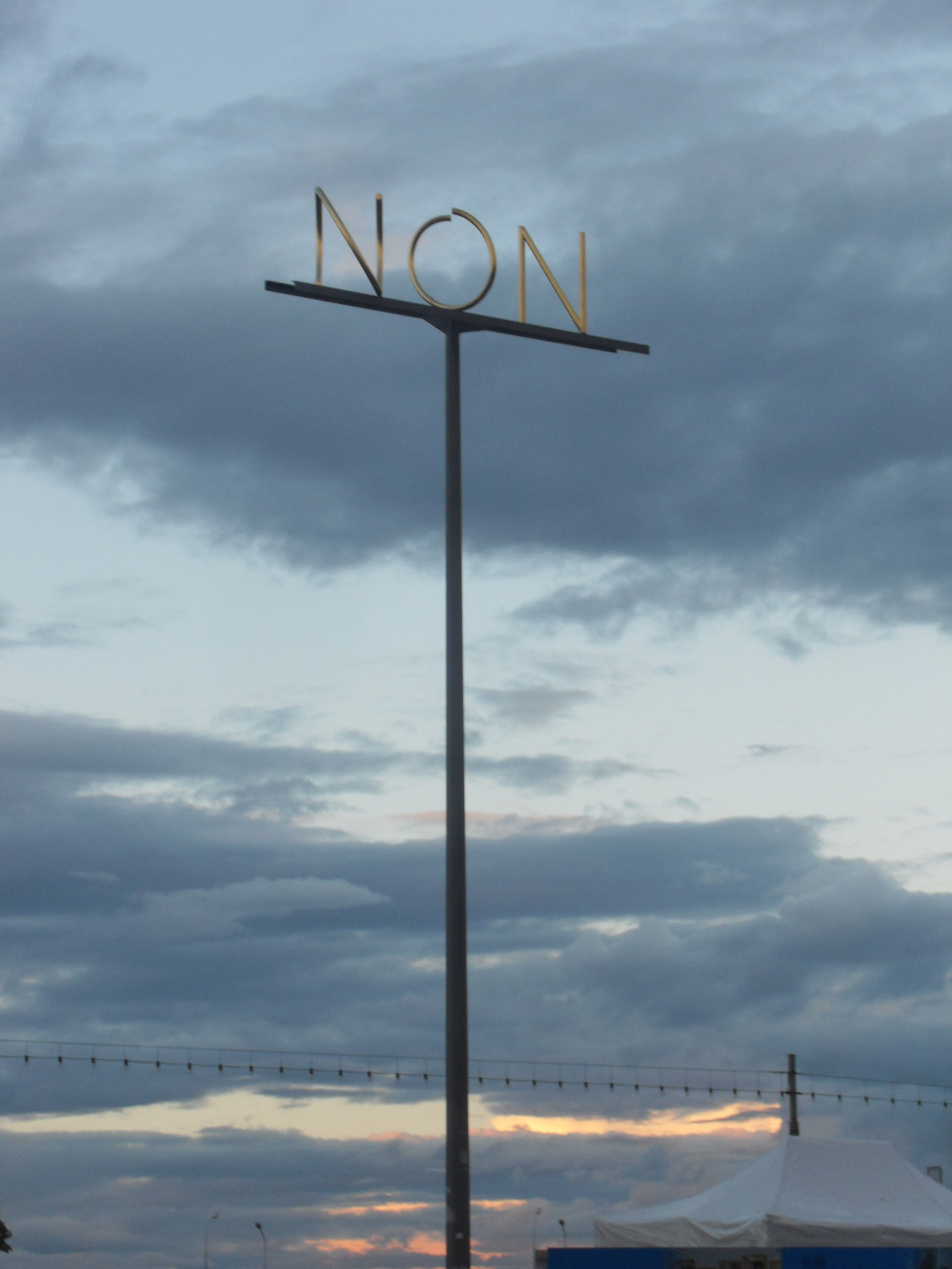

Markus Raetz (* 6. Juni 1941 in Bern; † 14. April 2020 ebenda) war ein Schweizer Maler, Bildhauer und Fotograf.

## Leben und Werk
Raetz wuchs in Büren an der Aare in einem kunstfreundlichen Elternhaus auf. Bereits als Schüler assistierte er in den Ferien bei einem ortsansässigen Künstler. Er besuchte von 1957 bis 1961 das staatliche Lehrerseminar in Münchenbuchsee und Bern, dann unterrichtete er als Primarlehrer in Brügg bei Biel. Seit 1963 war er freischaffender Künstler. Er lebte von 1963 bis 1969 in Bern und hatte dort Kontakt zu Harald Szeemann, dem Leiter der Kunsthalle Bern, und dessen Assistenten Jean-Christophe Ammann. Von 1969 bis 1973 lebte und arbeitete er in Amsterdam und von 1973 bis 1976 in Carona im Kanton Tessin. 1970 heiratete er Monika Müller, die gemeinsame Tochter Aimée kam 1972 zur Welt. 1977 kehrte die Familie nach Bern zurück. Von 1981 bis 1982 lebte er mit einem DAAD-Stipendium in Berlin.
Raetz war einer der renommiertesten Schweizer Gegenwartskünstler. Bereits zu Beginn seiner künstlerischen Arbeit nahm er 1968 an der documenta 4 und 1972 an der documenta 5 teil und war 1969 in Harald Szeemanns legendärer Ausstellung When Attitudes Become Form in der Kunsthalle Bern vertreten.
Raetz beschäftigte sich in seinen Arbeiten, die er in den unterschiedlichsten Materialien und Medien ausführte, mit den Phänomenen der Wahrnehmung. Nicht das Dargestellte stand bei ihm im Vordergrund, sondern die Art und Weise der Rezeption. Dabei forderte er den Betrachter zu Interaktion auf, denn viele Arbeiten des Künstlers erschliessen sich nur durch die Bewegung des Betrachters vor dem Werk.
2004 wurde Raetz mit dem Gerhard-Altenbourg-Preis und 2006 mit dem Prix Meret Oppenheim ausgezeichnet.

## Ausstellungen (Auswahl)
- 1968: documenta 4, Kassel
- 1969: Kunsthalle Bern, When Attitudes Become Form
- 1972: documenta 5, Kassel; Kunstmuseum Basel
- 1982: documenta 7, Kassel
- 1979: Stedelijk Museum, Amsterdam
- 1982: Kunsthalle Basel
- 1986: Kunsthaus Zürich; Kölnischer Kunstverein, Köln; Moderna Museet, Stockholm

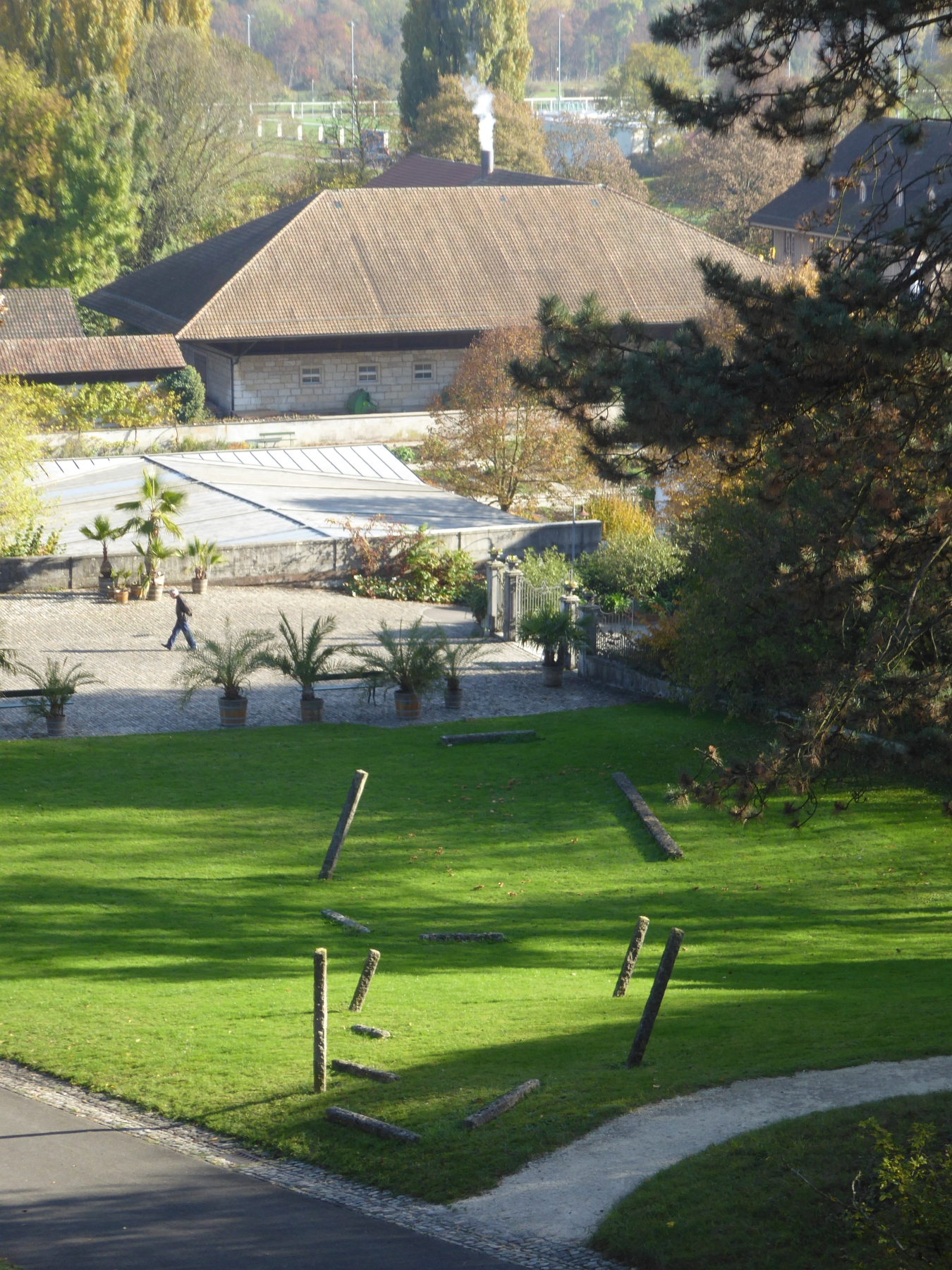
Skulpturengruppe 1984, Brüglinger Ebene

- Skulpturengruppe 1984, Brüglinger Ebene1988: Biennale Venedig (Schweizer Pavillon)
- 2001: Museum für Moderne Kunst, Frankfurt am Main
- 2004: Kunstmuseum Bern, Sammlung Toni Gerber
- 2006: Carré d’art – Musée d’art contemporain de Nîmes (Frankreich); Kunsthaus Zürich, The Expanded Eye; Kunstmuseum Wolfsburg, Swiss Made 1
- 2008: Kunsthalle Bern, NO LEFTOVERS
- 2012: Kunstmuseum Basel, Zeichnungen
- 2014: Kunstmuseum Bern, Markus Raetz. Druckgrafik, Skulpturen.[5]
- 2023/24: Kunstmuseum Bern, Markus Raetz. Oui Non Si No Yes No. Retrospektive von Stephan Kunz.

## Werke in öffentlichen Sammlungen (Auswahl)
- Kunstmuseum Basel / Museum für Gegenwartskunst
- Schaulager, Basel
- Kunstmuseum Bern
- Kunsthaus Pasquart, Biel
- Musée d’art et d’histoire, Genève
- Kunstmuseum Solothurn
- Museum für Moderne Kunst, Frankfurt am Main
- Museum Abteiberg, Mönchengladbach
- Museum of Modern Art (MoMa), New York

## Filme
- Der Neapelfries – eine argonautische Kamerafahrt durch das Werk von Markus Raetz, international preisgekrönter Film unter der Regie von Gaudenz Meili,1988
- Markus Raetz von Iwan Schumacher, 2007